# Солнцецвет седой
Солнцецвет седой (лат. Helianthemum canum) — многолетний полукустарник, вид рода Солнцецвет (Helianthemum) семейства Ладанниковые (Cistaceae).

## Ботаническое описание
Вид очень изменчив по размеру всех частей, росту и опушённости (индументу). В Нижней Франконии встречаются формы с маленькими, толстыми и плоскими прижатыми листьями, которые, кроме всего прочего, очень похожи на североевропейский вид Helianthemum oelandicum.
Полукустарник высотой от 10 до 20 см. Цветоносы обычно вертикальные или восходящие, покрыты рыхлыми или густыми волосками. Листья линейные или яйцевидные, длиной до 3 см, шириной около 6 мм, суженные в короткий стебель длиной около 1 см. С обеих сторон или, по крайней мере, снизу они покрыты серыми или белыми войлокообразными волосками, а по краям опушены хохолками. Обычно отсутствуют семядоли.
В северном полушарии цветёт в мае и июне. Цветки-гермафродиты радиально-симметричные, пятилепестковые. Внутренние чашелистики широкояйцевидные, тупые или заострённые, внешние — более линейные. Лепестки жёлтые, редко желтовато-белые, длиной от 3 до 8 мм, в два раза длиннее внутренних чашелистиков. Стиль S-образный у основания и утолщенный к кончику. Плодоножки расположены вертикально или горизонтально.
Светло-коричневая капсула плода треугольная, яйцевидно-шаровидная и содержит несколько семян. Красновато-коричневые семена округлые или многоугольные, обычно гладкие.
Число хромосом 2n = 22.

## Распространение
Встречается в центральной, западной и южной Европе, на восток до юга России, Малой Азии и Армении. Самая крупная популяция в Западной Европе находится в известняковом районе Буррен на западе Ирландии. Элемент субсредиземноморской флоры. В Австрии рассеян в Паннонском регионе, в других местах встречается редко, в Швейцарии вообще рассеян. В Германии встречается редко; произрастает в Тюрингии, Нижней Франконии, Баден-Вюртемберге и в регионе Заале-Унструт на юге Саксонии-Анхальт.
Произрастает на сухих пастбищах и в сухих сосновых лесах. Лучше всего растёт на тёплых, известковых и каменистых почвах. В Центральной Европе он является характерным видом ассоциации Xerobromion, но также встречается в сообществах ассоциации Erico-Pinion. Растёт на высоте до 1080 метров над уровнем моря в Южном Тироле, до 1650 метров в швейцарской Юре и до 1750 метров в Вале.

## Охрана
Угроза исчезновения в Германии: категория 3 = под угрозой исчезновения. Вид является «особо охраняемым» видом в соответствии с Федеральным постановлением об охране видов.